# 이언 서머홀더
이언 조지프 서머홀더(Ian Joseph Somerhalder, 1978년 12월 8일 ~ ) 은 미국의 모델이자, 배우로 텔레비전 드라마 로스트의 분 칼라일, 뱀파이어 다이어리의 데이몬 살바토르 역을 맡은 것으로 잘 알려져 있다.
사생활
뱀파이어 다이어리에 서 만난 니나 도브레브와 2010 년부터 2013 년까지 교제하고 만남과 결별을 계속 반복하였지만 트와일라잇에서 로잘리 해일을 연기했던 니키 리드를 2014 년 중반에 만나 교제를 하고 2015년 4월 26일에 캘리포니아 해변에서 결혼식을 올렸다. 그리고 2017년 7월 25일에 Bodhi Soleli라는 딸을 얻었다.

## 생애
루이지애나주 커빙턴에서 태어나 자랐다. 10세에서 13세까지 모델 경력을 쌓았다가 17세에 배우가 되기로 결심한다.